# Toyonaka
Toyonaka (豊中市 Toyonaka-shi?) es una ciudad ubicada en la prefectura de Osaka, Japón. En julio de 2019 tenía una población estimada de 399.731 habitantes y una densidad de población de 10.985 personas por km². Su área total es de 36,39 km².
La ciudad moderna fue fundada el 15 de octubre de 1936.
La ciudad fue el lugar donde se inició la Guerra Jōkyū.
Aquí se encuentra la sede de la Universidad de Osaka.

## Geografía

### Localidades circundantes
- Prefectura de Osaka
  - Osaka
  - Suita
  - Ikeda
  - Minō
- Prefectura de Hyōgo
  - Amagasaki
  - Itami

## Demografía
Según datos del censo japonés, la población de Toyonaka se ha mantenido estable en los últimos años.
| Año del censo | Población |
| ------------- | --------- |
| 1995          | 398.908   |
| 2000          | 391.726   |
| 2005          | 386.623   |
| 2010          | 389.341   |
| 2015          | 395.479   |

## Ciudades hermanas
- San Mateo, California, Estados Unidos